# Menzingen (Szwajcaria)
Menzingen – miejscowość i gmina (Politische Gemeinde) w środkowej Szwajcarii, w kantonie Zug. 

## Demografia
W Menzingen mieszka 4615 osób. W 2021 roku 21,4% populacji gminy stanowiły osoby urodzone poza Szwajcarią.

## Transport
Przez teren gminy przebiega droga główna nr 381.